# Synegia obscura
Synegia obscura är en fjärilsart som beskrevs av W. Warren 1894. Synegia obscura ingår i släktet Synegia och familjen mätare. Inga underarter finns listade i Catalogue of Life.